# Forgive Me
Forgive Me ist ein Popsong, den Milton Ager (Musik) und Jack Yellen (Text) verfassten und 1927 veröffentlichten.

## Hintergrund
Die sentimentale Ballade Forgive Me des Songwriter-Teams Ager-Yellen wurde 1927 in den Vereinigten Staaten von Lillian Roth vorgestellt, mit einem Arrangement von Nat Shilkret. Der Song wurde jedoch vor allem durch die Aufnahme von Gene Austin für Victor Records vom Juni 1927 populär (ebenfalls mit dem Nat Shilkret Orchestra, mit der B-Seite Someday, Sweetheart) und wurde ein Nummer-eins-Hit in den USA.

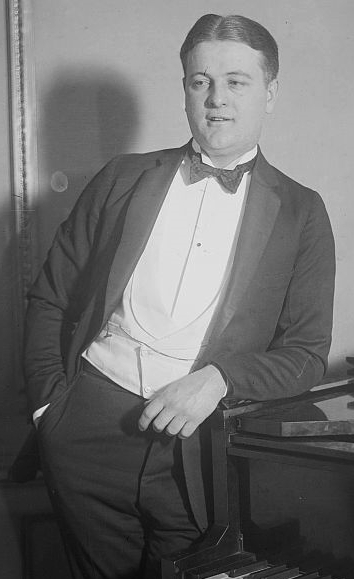
Gene Austin

Mit über 500.000 verkauften Exemplaren der 78er Forgive Me war Austin Anfang 1928 der erfolgreichste Sänger in den USA. 1952 verhalf Eddie Fisher mit dem Hugo Winterhalter Orchestra (MGM) dem Song zu einem kleinen Comeback (#7), mit dem auch Al Martino im Oktober 1965 in die Charts kam (Capitol, #61). Die erste Strophe und der Refrain des Songs lauten:
What can I do or say to you
I know exactly how you feel
I've hurt you so, I'm wrong I know
please listen dear to my appeal.
Forgive me, please forgive me
I didn't mean to make you cry
I love you, and I need you
Do anything but don't say goodbye.

## Spätere Coverversionen
Der Kinoorganist Lew White spielte “Forgive me” im Juni 1927 auf der Kimball-Theaterorgel im Roxy Theatre, New York für Brunswick mit Refraingesang ein.
Zu den weiteren Musikern, die den Song ab 1927 coverten, gehörten Nat Shilkret (Victor, mit dem Sänger Lewis James) im Mai 1927, Harry Raderman (OKeh), ferner Vaughn De Leath mit dem Colonial Club Orchestra (Brunswick 3506)
Der Diskograf Tom Lord listet im Bereich des Jazz insgesamt 35 (Stand 2016) Coverversionen, u. a. ab 1941 von Bob Huber, Louis Prima, Joe Swanson, Georgie Auld, Peggy Lee/Gordon Jenkins, Big John Greer, Ralph Flanagan, Bob Crosby, Slim Gaillard, Maxwell Davis, Milt Grayson, Alvin Alcorn und Paul Barnes/Percy Humphrey. Auch Pat Boone (1956) und Sonny James (1957) coverten den Song.